# IC 144
IC 144 ist eine kompakte Galaxie vom Hubble-Typ C im Sternbild Walfisch südlich der Ekliptik. Sie ist schätzungsweise 550 Millionen Lichtjahre von der Milchstraße entfernt und hat einen Durchmesser von etwa 110.000 Lj.
Die Typ-Ia-Supernova SNF 20080825-010 wurde hier beobachtet.
Das Objekt wurde am 2. Januar 1892 vom französischen Astronomen Stéphane Javelle entdeckt.